# FIFA Confederations Cup
FIFA Confederations Cup var en fodboldturnering for landshold, der blev afholdt hvert fjerde år af FIFA og året inden VM, med VM-værtslandet som arrangør. Ved de tre første Confederations Cup stod Saudi-Arabien som arrangør. Deltagerne var vinderne af hver af de seks store regionsturneringer i FIFA (CAF, CONMEBOL, UEFA, AFC, OFC, CONCACAF), sammen med vinderne af VM og værterne, for at bringe antallet af deltagere op til otte.
I marts 2019 bekræftede FIFA at turneringen blev droppet, grundet en omstrukturering af VM i fodbold for klubhold.

## 2021-udgaven
Oprindelige skulle værterne for VM i fodbold 2022, Qatar, også have været værter for denne udgave. Der var dog bekymringer angående vejrforholdene i området om sommeren, hvilket også var det der fik rykket VM i 2022 til november/december. I oktober 2017 kom det frem at FIFA arbejdede med planer om at stoppe turneringen fra 2021-udgaven, for i stedet at spille et større VM for klubhold hvert fjerde år, og flytte denne turnering til sommeren. Dette blev bekræftet af FIFA den 15. marts 2019.

## Vindere
| År       | Værtsland         | Guld                        | Sølv                        | Bronze                                   | 4. plads                                 |
| -------- | ----------------- | --------------------------- | --------------------------- | ---------------------------------------- | ---------------------------------------- |
| 1992     | Saudi-Arabien     | Argentina                   | Saudi-Arabien               | USA                                      | Elfenbenskysten                          |
| Detaljer | Detaljer          | 3-1                         | 3-1                         | 5-2                                      | 5-2                                      |
| 1995     | Saudi-Arabien     | Danmark                     | Argentina                   | Mexico                                   | Nigeria                                  |
| Detaljer | Detaljer          | 2-0                         | 2-0                         | 1-1 (5-4 efter straffesparkskonkurrence) | 1-1 (5-4 efter straffesparkskonkurrence) |
| 1997     | Saudi-Arabien     | Brasilien                   | Australien                  | Tjekkiet                                 | Uruguay                                  |
| Detaljer | Detaljer          | 6-0                         | 6-0                         | 1-0                                      | 1-0                                      |
| 1999     | Mexico            | Mexico                      | Brasilien                   | USA                                      | Saudi-Arabien                            |
| Detaljer | Detaljer          | 4-3                         | 4-3                         | 2-0                                      | 2-0                                      |
| 2001     | Japan og Sydkorea | Frankrig                    | Japan                       | Australien                               | Brasilien                                |
| Detaljer | Detaljer          | 1-0                         | 1-0                         | 1-0                                      | 1-0                                      |
| 2003     | Frankrig          | Frankrig                    | Cameroun                    | Tyrkiet                                  | Colombia                                 |
| Detaljer | Detaljer          | 0-0 (1-0 efter Golden goal) | 0-0 (1-0 efter Golden goal) | 2-1                                      | 2-1                                      |
| 2005     | Tyskland          | Brasilien                   | Argentina                   | Tyskland                                 | Mexico                                   |
| Detaljer | Detaljer          | 4-1                         | 4-1                         | 3-3 (4-3 efter forlænget spilletid)      | 3-3 (4-3 efter forlænget spilletid)      |
| 2009     | Sydafrika         | Brasilien                   | USA                         | Spanien                                  | Sydafrika                                |
| Detaljer | Detaljer          | 3-2                         | 3-2                         | 2-2 (3-2 efter forlænget spilletid)      | 2-2 (3-2 efter forlænget spilletid)      |
| 2013     | Brasilien         | Brasilien                   | Spanien                     | Italien                                  | Uruguay                                  |
| Detaljer | Detaljer          | 3-0                         | 3-0                         | 2-2 (3-2)                                | 2-2 (3-2)                                |
| 2017     | Rusland           | Tyskland                    | Chile                       | Portugal                                 | Mexico                                   |
| Detaljer | Detaljer          | 1-0                         | 1-0                         | 2-1                                      | 2-1                                      |